# E3 Harelbeke 2000
De E3 Harelbeke 2000 is de 43e editie van de wielerklassieker E3 Harelbeke en werd verreden op zaterdag 25 maart 2000. Serguei Ivanov kwam na 209 kilometer als winnaar over de streep.

## Uitslag
| Plaats  | Naam              | Ploeg            | Tijd     |
| ------- | ----------------- | ---------------- | -------- |
| Winnaar | Serguei Ivanov    | Farm Frites      | 5u13’00” |
| 2       | Geert Van Bondt   | Farm Frites      | + 56”    |
| 3       | Chris Peers       | Cofidis          | z.t.     |
| 4       | Marc Wauters      | Rabobank         | + 1’31”  |
| 5       | Hendrik Van Dyck  | Palmans-Ideal    | + 1’43”  |
| 6       | Peter van Petegem | Farm Frites      | z.t.     |
| 7       | Fabio Sacchi      | Polti            | z.t.     |
| 8       | Gianpaolo Mondini | Cantina Tollo    | z.t.     |
| 9       | Andreas Klier     | Farm Frites      | z.t.     |
| 10      | Max van Heeswijk  | Mapei Quick Step | z.t.     |